# Episodi di Dr. Stefan Frank - Der Arzt, dem die Frauen vertrauen (prima stagione)
La prima stagione della serie televisiva Dr. Stefan Frank - Der Arzt, dem die Frauen vertrauen è stata trasmessa in anteprima in Germania dalla RTL Television tra il 2 marzo 1995 e il 6 luglio 1995.
| nº | Titolo originale                       | Titolo italiano | Prima TV Germania | Prima TV Italia |
| -- | -------------------------------------- | --------------- | ----------------- | --------------- |
| 1  | Ein Ende kann ein neuer Anfang sein    |                 | 2 marzo 1995      |                 |
| 2  | Retten Sie mein Kind, Dr. Frank        |                 | 9 marzo 1995      |                 |
| 3  | Stunden der Angst                      |                 | 16 marzo 1995     |                 |
| 4  | Die Abtreibung                         |                 | 23 marzo 1995     |                 |
| 5  | Dr. Frank und der Selbstmörder         |                 | 30 marzo 1995     |                 |
| 6  | Als Dr. Frank sein Herz verlor         |                 | 6 aprile 1995     |                 |
| 7  | Dr. Frank und die Wunderheilerin       |                 | 13 aprile 1995    |                 |
| 8  | Ihr Glück begann mit einer Lüge        |                 | 20 aprile 1995    |                 |
| 9  | Das Kind der Rivalin                   |                 | 27 aprile 1995    |                 |
| 10 | Diagnose: Angst                        |                 | 4 maggio 1995     |                 |
| 11 | Alarm im OP                            |                 | 11 maggio 1995    |                 |
| 12 | Kämpf um dein Leben, kleine Friederike |                 | 18 maggio 1995    |                 |
| 13 | Kann Schwester Eva gerettet werden?    |                 | 1º giugno 1995    |                 |
| 14 | Dr. Frank und die neue Ärztin          |                 | 8 giugno 1995     |                 |
| 15 | Nur Dr. Frank sah in ihr Herz          |                 | 22 giugno 1995    |                 |
| 16 | Dr. Frank und die Killerbakterien      |                 | 29 giugno 1995    |                 |
| 17 | Natürlicher Tod oder Mord?             |                 | 6 luglio 1995     |                 |